# Miss France 2011
Miss France 2011, 81e élection de Miss France, s’est déroulée le 4 décembre 2010 au Zénith de Caen. La gagnante, Laury Thilleman, succède à Malika Ménard, Miss France 2010. 
C'est la première fois que l'élection se tient à Caen et la troisième fois en Basse-Normandie, après 1998 et 2004.
La cérémonie est diffusée sur TF1 et est présentée par Jean-Pierre Foucault (pour la 16e année consécutive) et Sylvie Tellier (pour la 3e année consécutive). La cérémonie se déroule sur le thème du tour du monde.
En moyenne, les Miss ont 20,9 ans et mesurent 1,73 m.
Cette élection est la première depuis 1954 où Geneviève de Fontenay n’est pas présente et pour laquelle elle n’a pas sélectionné les miss régionales. En effet, à la suite du départ de celle-ci, la moitié des comités régionaux a choisi de rester fidèle à la société Miss France, quand l’autre moitié décidait de suivre Geneviève de Fontenay pour l’organisation de Miss Nationale.
Pour la première fois, 12 anciennes Miss viennent annoncer les 12 finalistes, Valérie Bègue, Rachel Legrain-Trapani, Alexandra Rosenfeld, Cindy Fabre, Corinne Coman, Sophie Thalmann, Valérie Claisse, Véronique de la Cruz, Nathalie Marquay, Martine Robine, Jeanne Beck, Denise Perrier et Claudia Frittolini.

## Classement final
| Résultats        | Candidates | Concours internationaux                                      |
| ---------------- | --- | ------------------------------------------------------------ |
| Miss France 2011 | - Bretagne – Laury Thilleman | - Top 10 à Miss Univers 2011                                 |
| 1re dauphine     | - Languedoc – Jenna Sylvestre |                                                              |
| 2e dauphine      | - Auvergne – Clémence Oleksy | - Non classée à Miss Monde 2011                              |
| 3e dauphine      | - Picardie – Anastasia Winnebroot |                                                              |
| 4e dauphine      | - Île-de-France – Sabine Hossenbaccus |                                                              |
| Top 12           | - Provence – Analisa Kebaili (5e dauphine) - Martinique – Anaïs Corosine (6e dauphine) - Orléanais – Chanel Haye - Roussillon – Marion Castaing - Corse – Jade Morel - Normandie – Juliette Polge - Côte d'Azur – Marine Laugier | - Miss Provence 2010 : 5e dauphine à Miss Supranational 2011 |

## Ordre d'annonce des finalistes
| 1. Provence, annoncée par Valérie Bègue 2. Normandie, annoncée par Rachel Legrain-Trapani 3. Corse, annoncée par Alexandra Rosenfeld 4. Martinique, annoncée par Cindy Fabre 5. Picardie, annoncée par Corinne Coman 6. Côte d'Azur, annoncée par Sophie Thalmann 7. Orléanais, annoncée par Valérie Claisse 8. Languedoc, annoncée par Véronique de la Cruz 9. Roussillon, annoncée par Claudia Frittolini 10. Auvergne, annoncée par Nathalie Marquay-Pernaut 11. Bretagne, annoncée par Jeanne Beck 12. Île-de-France, annoncée par Denise Perrier | 1. Bretagne, annoncée par Sylvie Tellier 2. Auvergne, annoncée par Malika Ménard 3. Picardie, annoncée par Jean-Pierre Foucault 4. Languedoc, annoncée par Sylvie Tellier 5. Île-de-France, annoncée par Malika Ménard |

## Préparation
Le voyage de préparation se déroule aux Maldives. Les Miss sont accompagnées de Sylvie Tellier et de Malika Ménard.

## Candidates
| Région                        | Nom                  | Âge    | Taille | Résidence                | Élue le                                  | Classement final                             |
| ----------------------------- | -------------------- | ------ | ------ | ------------------------ | ---------------------------------------- | -------------------------------------------- |
| Miss Alsace                   | Mathilde Buecher     | 19 ans | 1,78 m | Heimersdorf              | 10 octobre 2010 à Hirsingue              |                                              |
| Miss Aquitaine                | Clémence Thill       | 20 ans | 1,75 m | Agen                     | 16 octobre 2010 à Cadillac               |                                              |
| Miss Auvergne                 | Clémence Oleksy      | 19 ans | 1,76 m | Vichy                    | 17 octobre 2010 à Cébazat                | 2e dauphine                                  |
| Miss Bourgogne                | Alice Detollenaere   | 23 ans | 1,74 m | Chitry-les-Mines         | 1er octobre 2010 à Chalon-sur-Saône      | Prix du Mannequinat                          |
| Miss Bretagne                 | Laury Thilleman      | 19 ans | 1,78 m | Brest                    | 26 octobre 2010 à Pontivy                | Miss France 2011 Prix de la Culture générale |
| Miss Centre                   | Sarah Perrin         | 23 ans | 1,72 m | Champillet               | 2 octobre 2010 à Déols                   |                                              |
| Miss Champagne-Ardenne        | Kelly Renson         | 19 ans | 1,70 m | Vendeuvre-sur-Barse      | 30 octobre 2010 à Épernay                |                                              |
| Miss Corse                    | Jade Morel           | 23 ans | 1,76 m | Castineta                | 4 septembre 2010 à Ajaccio               | Top 12 (10e)                                 |
| Miss Côte d'Azur              | Marine Laugier       | 22 ans | 1,77 m | Biot                     | 28 août 2010 à Biot                      | Top 12 (12e)                                 |
| Miss Franche-Comté            | Sabrina Halm         | 22 ans | 1,70 m | Mathay                   | 31 octobre 2010 à Montbéliard            |                                              |
| Miss Guadeloupe               | Jenny Vulgaire       | 21 ans | 1,73 m | Petit-Bourg              | 31 juillet 2010 au Moule                 |                                              |
| Miss Guyane                   | Julie-Malika Grosse  | 18 ans | 1,76 m | Cayenne                  | 9 octobre 2010 à Cayenne                 | Prix de la Sympathie                         |
| Miss Île-de-France            | Sabine Hossenbaccus  | 22 ans | 1,70 m | Vitry-sur-Seine          | 28 octobre 2010 à Enghien-les-Bains      | 4e dauphine                                  |
| Miss Languedoc                | Jenna Sylvestre      | 22 ans | 1,72 m | Montpellier              | 7 août 2010 à Mauguio                    | 1re dauphine                                 |
| Miss Limousin                 | Nellie Valentin      | 24 ans | 1,72 m | Brive-la-Gaillarde       | 19 septembre 2010 à Limoges              |                                              |
| Miss Lorraine                 | Maëva Pax            | 19 ans | 1,70 m | Sarreinsming             | 23 octobre 2010 à Sarreguemines          | Prix de la photogénie TV Mag                 |
| Miss Martinique               | Anaïs Corosine       | 23 ans | 1,75 m | Le Lamentin              | 30 juillet 2010 à Fort-de-France         | 6e dauphine                                  |
| Miss Mayotte                  | Elisabeth Ongaretto  | 19 ans | 1,71 m | Mamoudzou                | 31 juillet 2010 à Koungou                |                                              |
| Miss Midi-Pyrénées            | Alison Martin        | 24 ans | 1,73 m | Tournefeuille            | 15 octobre 2010 à Cahors                 | Prix du sourire de la ville de Caen          |
| Miss Nord-Pas-de-Calais       | Angéline Lagache     | 22 ans | 1,73 m | Barlin                   | 25 septembre 2010 à Saint-Amand-les-Eaux | Prix de l'hospitalité                        |
| Miss Normandie                | Juliette Polge       | 22 ans | 1,70 m | Le Noyer-en-Ouche        | 8 octobre 2010 à Caen                    | Top 12 (11e)                                 |
| Miss Nouvelle-Calédonie       | Ornella Zinni        | 21 ans | 1,74 m | Nouméa                   | 23 avril 2010 à Nouméa                   |                                              |
| Miss Orléanais                | Chanel Haye          | 20 ans | 1,77 m | Luisant                  | 3 octobre 2010 à Montargis               | Top 12 (8e)                                  |
| Miss Pays de Loire            | Laetitia Legros      | 22 ans | 1,78 m | Saumur                   | 4 septembre 2010 à Allonnes              |                                              |
| Miss Pays de Savoie           | Marion Guichard      | 22 ans | 1,76 m | Saint-Alban-Leysse       | 11 septembre 2010 à Chambéry             |                                              |
| Miss Picardie                 | Anastasia Winnebroot | 20 ans | 1,77 m | Compiègne                | 26 septembre 2010 à Saint-Quentin        | 3e dauphine                                  |
| Miss Poitou-Charentes         | Pearl Crosland       | 21 ans | 1,78 m | Angoulême                | 18 septembre 2010 à Parthenay            | Prix de l'élégance                           |
| Miss Provence                 | Analisa Kebaili      | 18 ans | 1,71 m | Marseille                | 23 octobre 2010 à Sausset-les-Pins       | 5e dauphine                                  |
| Miss Réunion                  | Florence Arginthe    | 18 ans | 1,72 m | Saint-Joseph             | 17 juillet 2010 à Saint-Denis            |                                              |
| Miss Rhône-Alpes              | Elise Charbonnier    | 21 ans | 1,76 m | Châtillon-sur-Chalaronne | 23 octobre 2010 à Seyssins               |                                              |
| Miss Roussillon               | Marion Castaing      | 22 ans | 1,76 m | Canet-en-Roussillon      | 11 août 2010 à Canet-en-Roussillon       | Top 12 (9e)                                  |
| Miss Saint-Pierre-et-Miquelon | Léa Harnett          | 18 ans | 1,74 m | Saint-Pierre             | 11 juillet 2010 à Saint-Pierre           |                                              |
| Miss Tahiti                   | Poehere Wilson       | 21 ans | 1,81 m | Papeete                  | 26 juin 2010 à Papeete                   |                                              |

## Déroulement
L'élection se déroule sur le thème du tour du monde des Miss :
- Les Miss sont vêtues de robes et maillots de bain rappelant l'Asie, l'Afrique, l'Europe, l'Océanie, l'Amérique du Nord et du Sud. La robe finale est sur le thème de la France ;

- Miss Alsace, Miss Pays de Loire, Miss Aquitaine, Miss Roussillon, Miss Auvergne,Miss Bretagne, Miss Midi-Pyrénées, Miss Tahiti, Miss Rhône-Alpes, Miss Mayotte et Miss Pays de Savoie se présentent et défilent sur le thème de l'Afrique .

- Miss Côte d'Azur, Miss Champagne-Ardenne, Miss Guyane, Miss Poitou-Charentes, Miss Saint-Pierre-et-Miquelon, Miss Orléanais, Miss Corse, Miss Bourgogne, Miss Réunion, Miss Franche-Comté et Miss Nord-Pas-de-Calais se présentent et défilent sur le thème de l'Asie.

- Miss Lorraine, Miss Normandie, Miss Île-de-France, Miss Nouvelle-Calédonie, Miss Languedoc, Miss Martinique, Miss Provence, Miss Centre, Miss Picardie, Miss Limousin et Miss Guadeloupe se présentent et défilent sur le thème de l'Amérique du Nord.

### Jury
| Membre | Membre                          | Notes                    |
| ------ | ------------------------------- | ------------------------ |
|        | Alain Delon (président du jury) | Comédien                 |
|        | Ingrid Chauvin                  | Comédienne               |
|        | Pauline Delpech                 | Écrivain et réalisatrice |
|        | Grégoire                        | Chanteur                 |
|        | Philippe Lelièvre               | Comédien                 |
|        | Sandrine Quétier                | Animatrice               |
|        | Sophie Thalmann                 | Miss France 1998         |

### Classement

#### Premier tour
Un jury composé de partenaires (internes et externes) de la société Miss France pré-sélectionne 12 jeunes femmes, lors d'un entretien qui s'est déroulé le 2 décembre. Ce dernier prend en compte : l'éloquence de la Miss, son physique et son résultat au test de culture générale.
| N° attribué | Candidate          |
| ----------- | ------------------ |
| 1           | Miss Provence      |
| 2           | Miss Normandie     |
| 3           | Miss Corse         |
| 4           | Miss Martinique    |
| 5           | Miss Picardie      |
| 6           | Miss Côte d'Azur   |
| 7           | Miss Orléanais     |
| 8           | Miss Languedoc     |
| 9           | Miss Roussillon    |
| 10          | Miss Auvergne      |
| 11          | Miss Bretagne      |
| 12          | Miss Île-de-France |

#### Deuxième tour
Le jury à 50 % et le public à 50 % choisissent les cinq candidates qui peuvent encore être élues.
Un classement de 1 à 12 est fait pour chacune des deux parties. Une première place vaut 12 points, une deuxième 11 points, et la dernière 1 point, même si deux miss arrivent à égalité. L’addition des deux classements est alors faite. Les cinq premières restent en course. En cas d’égalité, c’est le classement du jury qui prévaut.
| Miss               | Public | Jury | Total |
| ------------------ | ------ | ---- | ----- |
| Miss Bretagne      | 12     | 11   | 23    |
| Miss Auvergne      | 10     | 12   | 22    |
| Miss Picardie      | 9      | 10   | 19    |
| Miss Languedoc     | 11     | 6    | 17    |
| Miss Île-de-France | 7      | 9    | 16    |
| Miss Provence      | 6      | 9    | 15    |
| Miss Martinique    | 8      | 5    | 13    |
| Miss Orléanais     | 1      | 9    | 10    |
| Miss Roussillon    | 5      | 5    | 10    |
| Miss Corse         | 3      | 5    | 8     |
| Miss Normandie     | 4      | 2    | 6     |
| Miss Côte d'Azur   | 2      | 2    | 4     |

#### Troisième tour
Le public est seul à voter lors de cette troisième et dernière phase. La candidate qui a le plus de voix est élue Miss France 2011
| Candidate          | Résultat |
| ------------------ | -------- |
| Miss Bretagne      | 37,90 %  |
| Miss Languedoc     | 17,80 %  |
| Miss Auvergne      | 16,30 %  |
| Miss Picardie      | 14,90 %  |
| Miss Île-de-France | 13,10 %  |

### Prix attribués
| Prix                                | Candidate                                  |
| ----------------------------------- | ------------------------------------------ |
| Prix du Mannequinat                 | Miss Bourgogne – Alice Detollenaere        |
| Prix de la Sympathie                | Miss Guyane – Julie-Malika Grosse          |
| Prix de l'Hospitalité               | Miss Nord-Pas-de-Calais - Angeline Lagache |
| Prix de la Photogénie TV Mag        | Miss Lorraine – Maëva Pax                  |
| Prix du Sourire de la ville de Caen | Miss Midi-Pyrénées – Alison Martin         |
| Prix de l'Élégance                  | Miss Poitou-Charentes – Pearl Crosland     |
| Prix de la Culture Générale         | Miss Bretagne – Laury Thilleman (19/20)    |

## Observations